# ضربه روانی
ضربهٔ روانی، ضربهٔ هیجانی، آسیب هیجانی یا ترومای روان‌شناختی (به انگلیسی: Psychological trauma) به تأثیرات و پاسخی احساسی پس از یک رویداد وحشت‌انگیز مثل تصادف، تجاوز جنسی یا بلایای طبیعی بر روی روان انسان گفته می‌شود. واکنش‌های اولیه به ضربهٔ روانی معمولاً به صورت شوک روانی و انکار روانی هستند. این واکنش‌ها می‌توانند در درازمدت به صورت احساسات غیرقابل پیش‌بینی، بازگشت به خاطره یا خاطرات گذشته، سختی در روابط میان فردی و گاهی به صورت علائم جسمی مانند سردرد یا حالت تهوع بروز کنند. ضربه روانی با پریشانی روان‌شناختی یا رنج و عذاب کشیدن که هردوی آنها تجربه‌های انسانی همگانی هستند، یکی نیست.
با توجه به اینکه تجربیات ذهنی بین افراد متفاوت است، افراد نسبت به رویدادهای مشابه واکنش متفاوتی نشان خواهند داد. به عبارت دیگر، همه افرادی که یک رویداد بالقوه آسیب‌زا را تجربه می‌کنند، واقعاً دچار آسیب روانی نمی‌شوند (اگرچه ممکن است مضطرب باشند و رنج را تجربه کنند). برخی از افراد پس از قرار گرفتن در معرض یک رویداد آسیب زا (یا مجموعه ای از رویدادها) دچار اختلال اضطراب پس از سانحه (PTSD) می‌شوند. اختلاف در میزان خطر ضربه روانی را می‌توان به عوامل محافظتی و دفاعی (protective factors) نسبت داد. این عوامل ممکن است به بعضی از افراد کمک کند که با رویدادهای دشوار، از جمله عوامل خلقی و محیطی (مانند تاب‌آوری روانی و تمایل به کمک گرفتن از دیگران) بهتر کنار بیایند.